# آرون (بدخشان)
آرون (به لاتین: Arun) یک منطقهٔ مسکونی در افغانستان است که در ولایت بدخشان واقع شده‌است.